# Julhanjas
Julhanjas (en francès Julianges) és un municipi del departament francès del Losera a la regió d'Occitània.